# گراپیتسه
گراپیتسه (به لهستانی:  Grapice) یک روستا در لهستان است که در گمینا پوتنگووو واقع شده‌است.طبق آخرین آمارها در سال ۲۰۱۷ میلادی، گراپیتسه ۳۱۱ نفر جمعیت دارد.